# Jean-Baptiste Chaigneau
Jean-Baptiste Chaigneau (8 tháng 8, 1769 - 31 tháng 1, 1832), tên tiếng Việt Nguyễn Văn Thắng, là một sĩ quan và nhà thám hiểm người Pháp. Ông là người đã giúp đỡ Nguyễn Ánh trong cuộc chiến với triều đại Tây Sơn, từ đó thống nhất đất nước, sáng lập triều nhà Nguyễn và trở thành vua Gia Long.

## Cuộc đời
Năm 1822, đại sứ nước Anh John Crawfurd trên hành trình đi sứ Xiêm và Cochinchina đã ghé kinh đô Huế và có sự đón tiếp của hai vị quan gốc Pháp đang làm việc cho nhà Nguyễn là Chaigneau và Vanier.
Ông Chaigneau đã ở Cochinchina khoảng 28-29 năm. Ông ta về Pháp năm 1819 rồi lại trở lại Cochinchina với tư cách tổng lãnh sự Pháp. Vợ ông Chaigneau là con gái của một người Pháp (và một người Việt), bà ấy từng theo chồng về Pháp năm 1819. Cả hai vị quan người Pháp, các bà vợ, thậm chí cả người Hoa đều diện trang phục theo kiểu người Việt. Vanier và Chaigneau đều ủng hộ phái Bảo hoàng, chống lại cách mạng Pháp. Năm 1825, khi làm Thống đốc Singapore, Crawfurd đã gặp lại hai người Pháp này khi họ đang trên đường rời bỏ Cochinchina về nước.